# Acahay
Acahay – miasto w departamencie Paraguarí, w Paragwaju. Według danych na rok 2020 miasto zamieszkiwało 16 360 osób, a gęstość zaludnienia wyniosła 50,8 os./km².

## Demografia
Ludność historyczna:
| Rok                         | 2000  | 2005  | 2010  | 2015  | 2020  |
| --------------------------- | ----- | ----- | ----- | ----- | ----- |
| Ludność                     | 15866 | 15973 | 16069 | 16203 | 16360 |
| Gęstość zaludnienia os./km² | 49,3  | 49,6  | 49,9  | 50,3  | 50,8  |

Ludność według grup wiekowych na rok 2020:

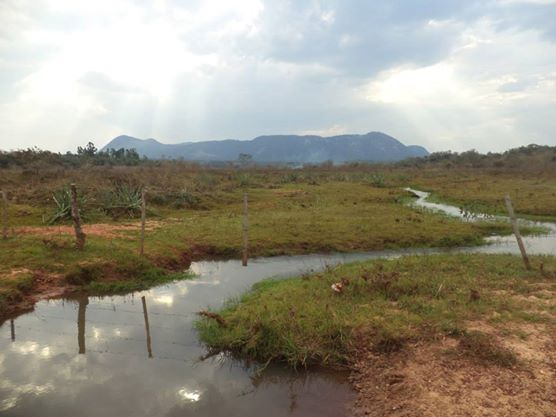
Wzgórze Acahay

| Wiek                                | 0–9 lat | 10–19 lat | 20–29 lat | 30–39 lat | 40–49 lat | 50–59 lat | 60–69 lat | 70–79 lat | 80+ lat |
| ----------------------------------- | ------- | --------- | --------- | --------- | --------- | --------- | --------- | --------- | ------- |
| Liczba osób w danej grupie wiekowej | 2882    | 2928      | 2822      | 2483      | 1579      | 1423      | 1183      | 689       | 371     |

Struktura płci na rok 2020:
| Płeć                         | Mężczyźni | Kobiety |
| ---------------------------- | --------- | ------- |
| Liczba osób w danej płci     | 8594      | 7766    |
| Liczba osób w danej płci w % | 52,5      | 47,5    |

## Infrastruktura
Główną drogą komunikacji lądowej jest Droga Krajowa PY01, która łączy Acahay ze stolicą kraju Asunción.